# Tl-starter

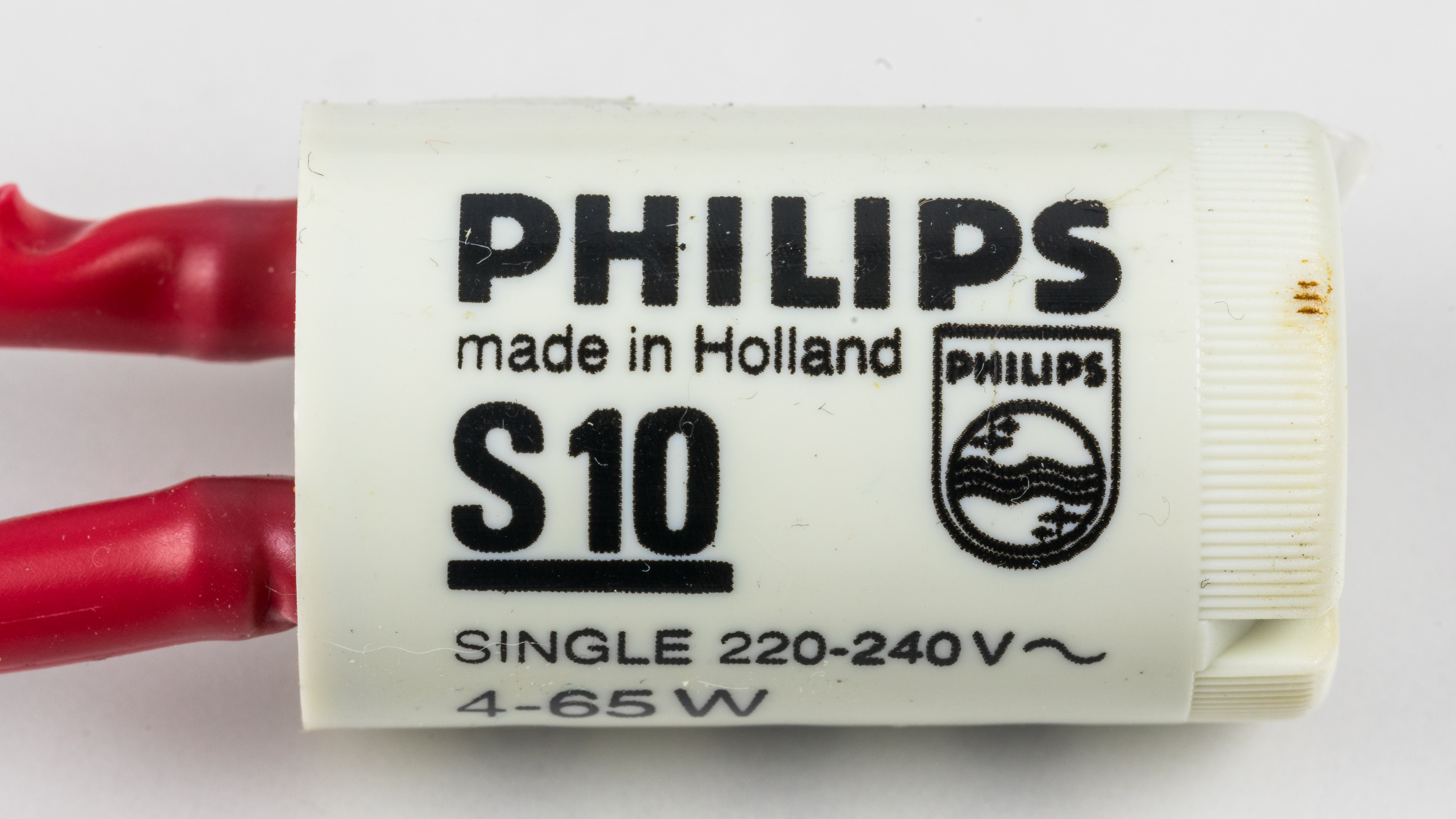

Een TL-starter is, samen met het voorschakelapparaat, een van de onderdelen van een armatuur van een fluorescentielamp en bestaat uit een glazen buisje met daarin een neon- of een kwikdamp-vulling en twee contacten van bimetaal.
Als er een spanning van minstens 200 volt wordt aangelegd, dan ontstaat er een gasontlading.
Deze verwarmt de bimetalen contacten waardoor zij naar elkaar toebuigen en uiteindelijk elkaar zullen raken. 
Als zij elkaar raken, dan dooft de gas-ontlading door de "kortsluiting" en zal het bimetaal weer gaan afkoelen. 
Deze kortsluiting zorgt ervoor dat er voldoende stroom door de gloeidraden van de gasontladingsbuis loopt, zodat deze roodgloeiend worden, waardoor de elektronenemissie wordt gestart.
Wanneer het bimetaal ver genoeg is afgekoeld, opent het contact zich weer waardoor in samenwerking met het voorschakelapparaat een hoge spanningspuls ontstaat. Deze doet de bijbehorende gas-ontladingslamp doorslaan, waardoor de ontlading in de gas-ontladingslamp zal starten. Als dit eenmaal blijvend is, dan daalt de spanning over de starter naar 115V. Deze spanning is te laag om de gasontlading in de starter opnieuw te laten ontsteken. 